# 이시다 하루카
이시다 하루카(일본어: 石田 晴香, 1993년 12월 2일 ~ )는 일본 여성 아이돌 그룹 전 AKB48 팀K의 멤버이다.
연구생 오디션에서 뽑힌 2기생 중 1인.
2016년 6월 5일, AKB48 팀K를 졸업.

## 참가유닛곡

### 팀B 3rd Stage 「파자마 드라이브」공연
1. 오오타 아이카의 대역으로 출연

### 팀A 4th Stage 「지금은 연애중」공연
1. 오오에 토모미의 대역으로 출연

### 팀A 5th Stage 「연애금지조약」공연
1. 검은 천사
2. 츤테레!※

휴연 멤버의 대역.
※ 이타노 토모미의 대역으로서 출연.